# أورسولا وولف
أورسولا وولف (بالألمانية: Ursula Wolf) (و. 1951  م) هي كاتِبة، وفيلسوفة، وأستاذة جامعية ألمانية، ولدت في كارلسروه.

## جوائز
حصلت على جوائز منها:
- Meyer-Struckmann Prize for Humanities and Social Sciences  [لغات أخرى]‏ (2012).